# Serie D 2021/2022
Soutěžní ročník Serie D 2021/22 byl 74. ročník čtvrté nejvyšší italské fotbalové ligy. Soutěž začala 19. září 2021 a skončila 15. července 2022. Zúčastnilo se jí celkem 172 týmů rozdělených do devíti skupin. Sedm skupin (A, B, D, H, a I) mělo 20 klubů a (C, E, F a G) měly po 18 klubech. Vítěz své skupiny postoupil přímo do třetí ligy. Do regionální ligy sestoupily vždy  tří poslední kluby z každé skupiny plus jeden z play out..